# Sabroso de Aguiar
Sabroso de Aguiar es una freguesia portuguesa del concelho de Vila Pouca de Aguiar, con 12,07 km² de superficie y 708 habitantes (2001). Su densidad de población es de 58,7 hab/km².